# Diecezja Porto Novo
Diecezja Porto Novo (łac.: Dioecesis Portus Novi) – rzymskokatolicka diecezja  w Beninie, podlegająca pod Archidiecezję Kotonu.
Siedziba biskupa znajduje się przy Katedrze NMP Niepokalanie Poczętej w Porto Novo.

## Historia
5 kwietnia 1954 erygowany został wikariat apostolski Porto Novo, na części terytoriów wydzielonych z wikariatu Ouidah. 14 września 1955 wikariat został podniesiony do rangii diecezji. 5 kwietnia 1963 została z niej wydzielona diecezja Abomey.